# Ioannis Georgiadis
Ioannis Georgiadis (Trípoli, Arcàdia, 29 de març de 1876 - 17 de maig de 1960) va ser un tirador d'esgrima grec. Va prendre part en els Jocs Olímpics de 1896, a Atenes, els Jocs Intercalats de 1906 i als Jocs Olímpics de 1924, a París.
El 1896 Georgiadis va disputar la prova masculina de sabre. Hi van prendre part cinc tiradors que s'enfrontaven entre ells. Georgiadis va guanyar els quatre enfrontaments, contra Georgios Iatridis, Adolf Schmal, Telemachos Karakalos i Holger Nielsen per aquest ordre per a aconseguir la victòria.
El 1906 va guanyar la medalla d'or en la prova de sabre i la de plata en la de sabre per equips, junt a Triantaphylos Kordogiannis, Menelaos Sakorraphos i Chatran Zorbas.
El 1924 tornà a disputar les mateixes prove que el 1906, però quedà eliminat en les primeres rondes.
Posteriorment Georgiadis seria professor de medicina forense i toxicologia a la Universitat Nacional i Kapodistríaca d'Atenes.